# Kościół Gran Madre di Dio w Turynie
Kościół Gran Madre di Dio w Turynie – rzymskokatolicki kościół parafialny w formie rotundy zlokalizowany we wschodniej części centrum włoskiego Turynu, nad Padem, na Piazza Gran Madre di Dio, w perspektywie mostu Wiktora Emanuela I.

## Historia

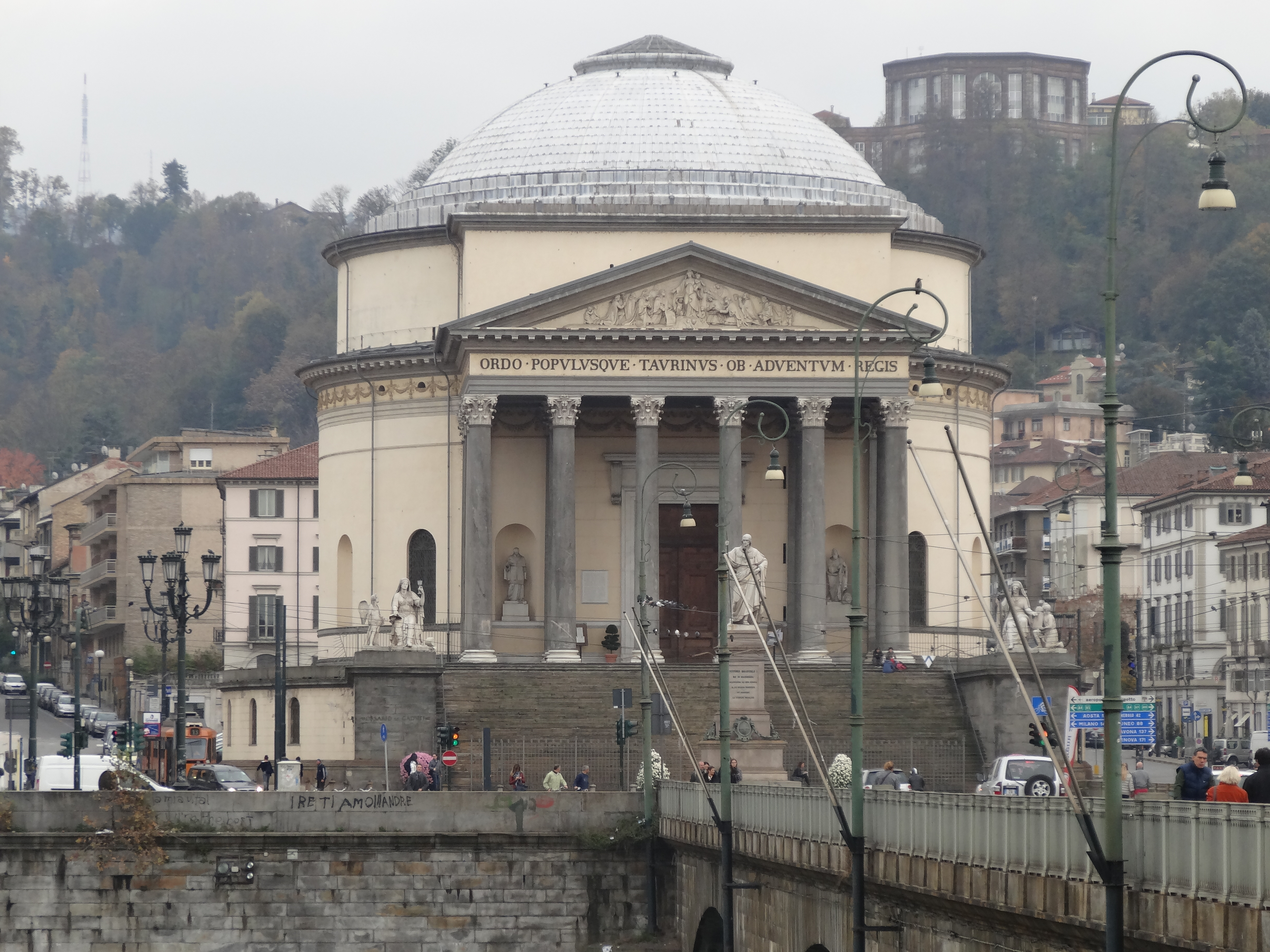
Fasada główna i most Wiktora Emanuela I

Po upadku Napoleona Bonapartego, 30 sierpnia 1814 rada miejska w Turynie ustaliła, że powrót króla Wiktora Emanuela I można corocznie świętować nie tylko poprzez wyścigi konne, rozdawanie chleba biednym, wystrzały armatnie, czy pokazy fajerwerków nad Padem, ale też poprzez wzniesienie trwałej pamiątki: świątyni pod wezwaniem Matki Bożej.
Wybrano w tym celu jeden z projektów przedłożonych przez architekta Ferdinando Bonsignore (zaprojektował on również plac, na którym miał stanąć kościół, co gwarantowało spójność urbanistyczną założenia). 23 lipca 1818 rozpoczęto budowę, które w następnych latach postępowały wolno, przede wszystkim z braku funduszy. Dopiero za panowania króka Karola Feliksa, w 1827, zaczęto żwawiej realizować wykopy pod fundamenty. Neoklasycystyczny obiekt zrealizowano za kwotę 2,5 miliona lirów i otwarto 20 maja 1831 w zmienionym już kontekście historyczno-politycznym, jako Panteon subalpejski, w obecności kolejnego króla – Karola Alberta.
W 1932 pod kościołem ulokowano kryptę poległych w I wojnie światowej, co spowodowało istotne zmiany układu wnętrza.
13 kwietnia 1980 świątynię odwiedził papież Jan Paweł II.

## Architektura

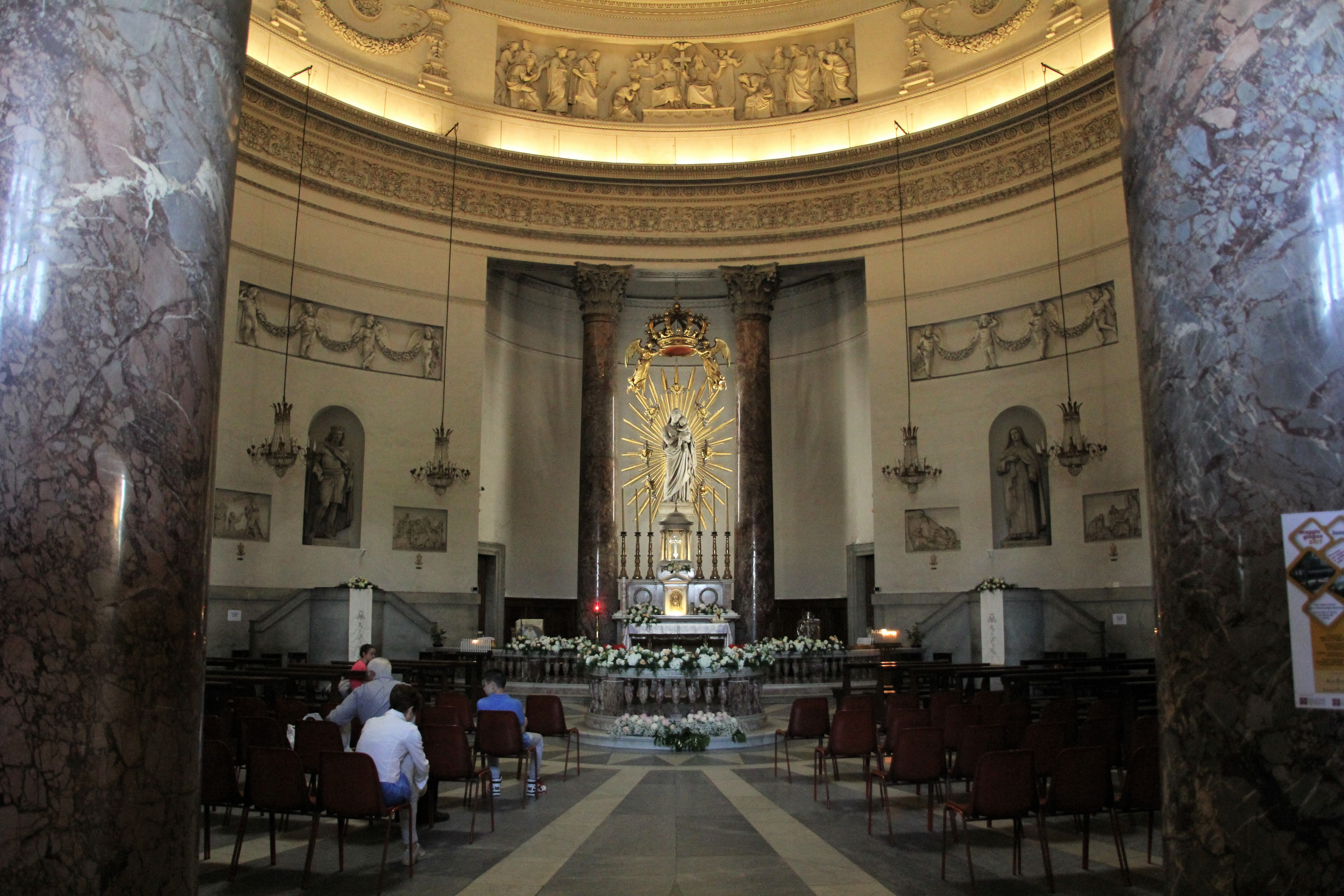
Wnętrze i krypta

Płaskorzeźba z frontonu przedstawia Madonnę z Dzieciątkiem przyjmującą hołd dekurionów (członków rady miejskiej) autorstwa Francesco Somainiego, jak również wyobrażenie poświęcenia kościoła. Gmina jest tu reprezentowana przez dziesiętników (dekurionów), dziękujących Matce Bożej budową kościoła. Po bokach portalu wejściowego w dwóch niszach znajdują się rzeźby przedstawiające św. Marka (autorstwa Giuseppe Chialli) i św. Karola Boromeusza (autorstwa Giuseppe Boglianiego). 
Podstawę kopuły zdobią płaskorzeźby ze scenami z życia Matki Bożej. W bocznych niszach umieszczono cztery posągi: św. Maurycego (autorstwa Angelo Bruneri), błogosławionej Małgorzaty Sabaudzkiej (autorstwa Antonio Moccia), błogosławionego Amadeusza IX Sabaudzkiego (autorstwa Carlo Canigii) oraz św. Jana Chrzciciela, patrona miasta (autorstwa Giuseppe Boglianiego). Na ołtarzu głównym ulokowano rzeźbę Andrei Galassiego przedstawiającą Matkę Bożą z Dzieciątkiem.
Na wyposażeniu kościoła są krucyfiks i wyobrażenie Najświętszego Serce Pana Jezusa autorstwa Edoardo Rubino.

## Otoczenie
Przed kościołem stoi pomnik króla Wiktora Emanuela I stworzony przez Giuseppe Gagginiego z 1885. Budynek kościoła obiega wkoło torowisko tramwajowe – pętla linii 13.

## Legenda
Według niektórych ezoteryków w kościele może być ukryty Święty Graal.